# Тополь Брэнджи
Тополь Брэнджи (лат. Populus brandegeei) — вид лиственных деревьев из рода Тополь семейства Ивовые (Salicaceae), эндемик Мексики.
Местное название дерева — Güérigo.

## Распространение
Эндемичный мексиканский вид, встречаеnся на территории штатов Южная Нижняя Калифорния и Сонора.
Растет в сухих тропических и субтропических лесах, на высотах 380—1300 м над уровнем моря. Приурочен к влажным оврагам, берегам рек и ручьёв. Расселяется за потоками далеко вниз в каньоны и тёплые низины.
На больших высотах (5000 футов) и в прохладных скалистых ущельях, вырастает не более двадцати футов в высоту. На меньших высотах становится крупнее, достигает почти в ста футов, и служит излюбленной опорой для дикого винограда.
Редкий вид тополя, известно крайне мало мест произрастания. По оценкам специалистов МСОП общая площадь распространения, на 6 известных участках, составляет 92 км².
Виду угрожает хозяйственная деятельность человека, заготовка древесины на топливо.

### Охрана
Международный союз охраны природы в 2020 году внёс вид в Красную книгу, присвоив виду статус Vulnerable (в уязвимом положении).

## Ботаническое описание
Деревья до 15—22 м высотой, иногда с 2—3 крупными стволами и с восходящими ветвями, иногда довольно тонкими. Диаметр ствола может достигать 1 (1,8) метра.
Деревья высотой около десяти метров (тридцати футов) имеют гладкую светлую кору, похожую на кору осины, но у крупных экземпляров кора очень грубая, трещиноватая и пепельного цвета.
Листья округло-яйцевидные, длиной 3—7 см, коротко заострённые, могут быть выемчато-городчатыми или зубчатые, шелковисто-опушены с обеих сторон, особенно по жилкам.
Плоды яйцевидные коробочки, густо-бело-шелковисто-опушенные, с 2-3 створками, обычно
две соединенные у основания.
Листья и цветы появляются в феврале, а в октябре всё опадает, что не характерно для растений того региона в Нижней Калифорнии, где большая часть растительности появляется с летними и осенними дождями, в то время, когда тополя теряют свои листья, как будто готовятся к зиме, которая, однако, никогда тут не наступает. Контраст между опадающими тополями и распускающейся по соседству другой растительностью в одно и то же время в одном и том же месте, выглядит странно и необычно.

## Таксономия
Populus brandegeei C.K.Schneid., Illustriertes Handbuch der Laubholzkunde 1: 23 (1904)
Первоначально, в 1890 году, новый южно-калифорнийский вид тополя описал американский ботаник Таунсенд Стит Брэнджи под названием Populus monticola, но поскольку это название прежде уже было использовано немецким проповедником и коллекционером растений Францем Мертенсом, и опубликовано в 1838 году шотландским ботаником Джоном Лаудоном, то Карл Шнайдер в своей работе 1904 года обнародовал новое название этого вида Populus brandegeei, которое и вошло в современную ботаническую номенклатуру. Видовой эпитет, предложенный Шнайдером, образован по имени первооткрывателя вида, таким образом на русском языке вид можно называть «Тополь Брэнджи».

### Синонимы
- Populus monticola Brandegee, Zoi[исп.] 1:274 (1890)
- Populus alba f. brandegeei (C.K.Schneid.) Gombócz, Math. Term. Közlem. 30: 146 (1908)
- Populus brandegeei var. glabra Wiggins, Contr. Dudley Herb. 4: 16 (1950)

## Комментарии
1. ↑  Populus monticola Brandegee, Zoi[исп.] 1:274 Архивная копия от 12 октября 2022 на Wayback Machine (1890); теперь это синоним P. brandegeei
2. ↑  Populus monticola Mert. ex Loudon, Arbor. Frutic. Brit.[исп.] 3:1645 Архивная копия от 13 октября 2022 на Wayback Machine (1838); позже это название стало синонимом Populus tremula (Осины обыкновенной)
3. ↑  Populus brandegeei C.K.Schneid., Ill. Handb. Laubholzk.[исп.] 1: 23 Архивная копия от 12 октября 2022 на Wayback Machine (1904); действительное название вида